# Стара Мілова
Стара Мілова (рос. Старая Меловая) — село у Російській Федерації, Петропавловському районі Воронізької області. Адміністративний центр Староміловського сільського поселення. Належить до українських територій Східної Слобожанщини.
Населення становить 2197 осіб (1030 дворів) за даними 2014 року, переважно українці.

## Історія
За даними 1859 року у казенному селі Богучарського повіту Воронізької губернії мешкало 6621 особа (3254 чоловічої статі та 3367 — жіночої), налічувалось 920 дворових господарств, існували 2 православні церкви, 2 каплиці, училище, 4 ярмарків на рік.
Станом на 1886 рік у колишньому державному селі, центрі Старо-Міловатської волості, мешкало 7683 особи, налічувалось 1199 дворових господарств, існували 3 православні церкви, 2 школи, 7 лавок, 5 ярмарків на рік.
За переписом 1897 року кількість мешканців зросла до 6519 осіб (3245 чоловічої статі та 3274 — жіночої), з яких всі — православної віри.
За даними 1900 року у селі мешкало 6527 осіб (3250 чоловічої статі та 3277 — жіночої) переважно українського населення, налічувалось 1019 дворових господарств, існували православна церква, 9 громадських будівель, земська школа і церковно-приходська школа, 2 мануфактурних, дріб'язкова і 2 винних лавки, відбувалось 2 ярмарки на рік.

## Населення
| 2010 |
| ---- |
| 2109 |